# Surab Asmaiparaschwili
Surab Asmaiparaschwili (georgisch ზურაბ აზმაიფარაშვილი; * 16. März 1960 in Tiflis) ist ein georgischer Schachmeister. Er ist Vize-Präsident der Weltschachorganisation FIDE.

## Leben
Er lernte als Vierjähriger Schach und fand früh Förderer und Trainer. Als 13-Jähriger gewann er die georgische Jugendmeisterschaft U18, ein Jahr später nahm er bereits an der Erwachsenenmeisterschaft Georgiens teil. 1978 wurde er UdSSR-Jugendmeister U18 und durfte 1979 die Sowjetunion bei der Jugendeuropameisterschaft in Groningen vertreten.
1983 qualifizierte er sich für die UdSSR-Meisterschaft in Moskau und errang einen spektakulären Sieg über den damals amtierenden Schachweltmeister Anatoli Karpow. Er gewann in Pavlodar 1982, Moskau 1986, Albena 1986 und Tiflis 1986, doch die Reisebedingungen der Sowjetunion erlaubten Asmaiparaschwili nicht, frühzeitig zu Meistertiteln zu kommen. Erst während der späten Perestroika-Phase 1988, erhielt er von der FIDE den Großmeistertitel verliehen.
1987 war er Sekundant von Garri Kasparow bei seinem WM-Kampf in Sevilla gegen Anatoli Karpow. Asmaiparaschwili assistierte Kasparow auch 1990. 1989 gewann er in London das Lloyds-Bank-Open. 2003 wurde Asmaiparaschwili in Istanbul Europameister. Dabei kam es in der Partie gegen den späteren Vizemeister Wladimir Malachow allerdings zu einem ungewöhnlichen Zwischenfall, als Asmaiparaschwili versehentlich einen groben Fehlzug ausführte und ihm sein Gegner regelwidrig erlaubte, den Zug zurückzunehmen. 2004 erhielt Asmaiparaschwili den Titel FIDE Senior Trainer.
Asmaiparaschwili betätigte sich auch als Schachfunktionär. Er ist inzwischen Präsident des Georgischen Schachverbandes und Vize-Präsident der Weltschachorganisation FIDE. Bei der Abschlussfeier zur Schacholympiade 2004 in Calvià geriet er in eine Schlägerei mit spanischen Polizeibeamten und wurde zeitweise in Gewahrsam genommen. Nach Protesten der FIDE und des Spanischen Schachverbandes kam er frei. Beim Wettkampf um die Schachweltmeisterschaft 2006 zwischen Wladimir Kramnik und Wesselin Topalow war Asmaiparaschwili zunächst Mitglied des Schiedsgerichts. Nach Protesten gegen eine Entscheidung dieses Gremiums zugunsten Topalows, die dazu führte, dass Kramnik zur fünften Partie des Wettkampfs nicht antrat, trat Asmaiparaschwili von dieser Funktion zurück.
Er wird bei der FIDE als inaktiv geführt, da er seit der im Dezember 2010 in Singapur ausgetragenen offenen ASEAN-Meisterschaft keine Elo-gewertete Partie mehr gespielt hat. Zuletzt unter den besten Zwanzig der FIDE-Weltrangliste war er im Oktober 2003.

## Mannschaftsschach

### Nationalmannschaft
Asmaiparaschwili nahm mit der georgischen Mannschaft an den Schacholympiaden 1992 bis 2004 jeweils am Spitzenbrett teil. Bei der Schacholympiade 1998 in Elista erreichte er die beste Elo-Leistung aller Spieler. Außerdem gehörte er bei der Mannschaftsweltmeisterschaft 2005 und bei den Mannschaftseuropameisterschaften 1997, 2003 und 2005 zur georgischen Auswahl.

### Vereinsschach
Asmaiparaschwili nahm neunmal am European Club Cup teil: 1994 bis 1996 mit dem ŠK Bosna Sarajevo (der den Wettbewerb 1994 gewann), 1999 bis 2003 mit dem ŠK Kiseljak und 2005 mit I&A Tiflis. In China spielte er 2005 für Wenzhou Law School. 

## Partiebeispiel
|   | a | b | c | d | e | f | g | h |   |
| 8 |   |   |   |   |   |   |   |   | 8 |
| 7 |   |   |   |   |   |   |   |   | 7 |
| 6 |   |   |   |   |   |   |   |   | 6 |
| 5 |   |   |   |   |   |   |   |   | 5 |
| 4 |   |   |   |   |   |   |   |   | 4 |
| 3 |   |   |   |   |   |   |   |   | 3 |
| 2 |   |   |   |   |   |   |   |   | 2 |
| 1 |   |   |   |   |   |   |   |   | 1 |
|   | a | b | c | d | e | f | g | h |   |

In der folgenden Partie besiegte er mit den schwarzen Steinen den damaligen Weltmeister Anatoli Karpow.
Karpow-Asmaiparaschwili 0:1
UdSSR-Meisterschaft, Moskau 1983
Pirc-Ufimzew-Verteidigung, B08
1. e4 d6 2. d4 g6 3. Sf3 Sf6 4. Sc3 Lg7 5. Le2 0–0 6. 0–0 Lg4 7. Le3 Sc6 8. Dd2 e5 9. d5 Se7 10. Tad1 b5!? 11. a3 a5 12. b4 axb4 13. axb4 Ta3 14. Lg5 Txc3 15. Lxf6 Lxf3 16. Lxf3 Ta3 17. Lxg7 Kxg7 18. Ta1 Da8 19. Txa3 Dxa3 20. Le2 Db2 21. Td1 f5 22. exf5 Sxf5 23. c3 Dxd2 24. Txd2 Ta8 25. Lxb5 Ta3 26. Tc2 Se7 27. f4 exf4 28. Lc6 Sf5 29. Kf2 Se3 30. Tc1 Kf6 31. g3 Ke5 32. Kf3 g5 33. gxf4+ gxf4 34. h4 Sxd5 35. Lxd5 Kxd5 36. Kxf4 Kc4 37. Te1 Txc3 38. Te7 Kxb4 39. Txh7 d5 40. Ke5 c6 41. Kd4 Tc4+ 0:1